# Cyrtodactylus thylacodactylus
Cnemaspis thylacodactylus — вид ящірок з родини геконових (Gekkonidae). Описаний у 2019 році.

## Поширення
Ендемік Камбоджі. Відомий лише у типовому місцезнаходженні — у заповіднику Пном Самкос на південному заході гір Кравань провінції Поусат на заході країни.

## Опис
Самці завдовжки до 7,1 см, самиці — до 7,4 см.